# Josip Stritar
Josip Stritar, né le 6 mars 1836 à Podsmreka pri Velikih Laščah et mort le 25 novembre 1923 à Rogaška Slatina, est un écrivain slovène.

## Biographie
Josip Stritar naît le 6 mars 1836 à Podsmreka pri Velikih Laščah.
Après avoir été, sous l'influence du Parnasse, un adepte de la théorie de l'art pour l'art, il termine sa longue carrière en écrivant des livres pour la jeunesse.
Il meurt le 25 novembre 1923 à Rogaška Slatina.